# Craz
Craz (ou commune d Injoux-Génissiat) est une ancienne commune française du département de l'Ain. En 1973, la commune fusionne avec Injoux pour former la commune d'Injoux-Génissiat.

## Toponymie

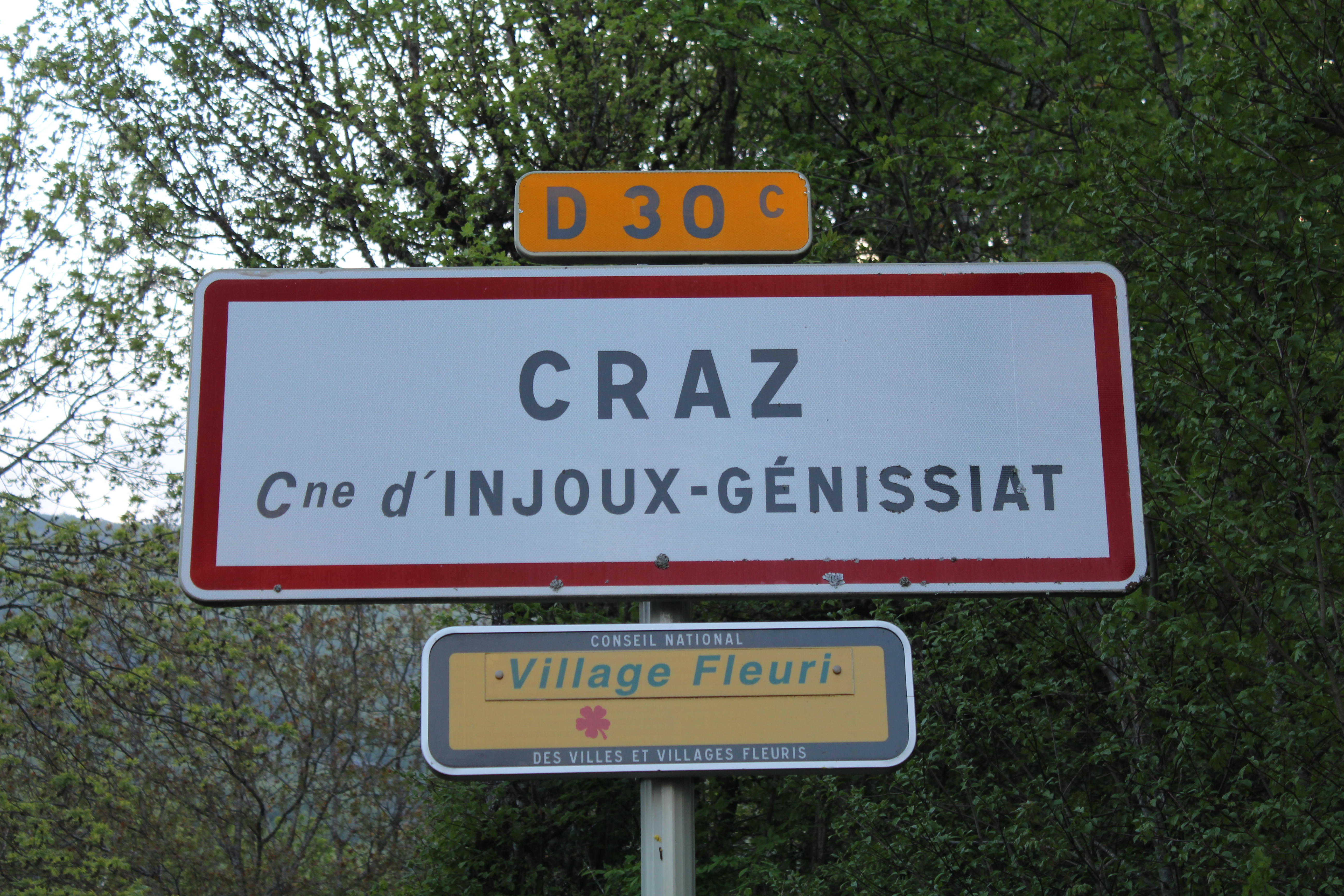
Panneau d'entrée.

## Histoire
En 1973, la commune fusionne avec Injoux pour former Injoux-Génissiat.

## Population et société

### Démographie
| 1793 | 1800 | 1806 | 1821 | 1831 | 1836 | 1841 | 1846 | 1851 |
| ---- | ---- | ---- | ---- | ---- | ---- | ---- | ---- | ---- |
| 570  | 420  | 663  | 469  | 413  | 387  | 433  | 424  | 440  |

| 1856 | 1861 | 1866 | 1872 | 1876 | 1881 | 1886 | 1891 | 1896 |
| ---- | ---- | ---- | ---- | ---- | ---- | ---- | ---- | ---- |
| 408  | 410  | 408  | 360  | 387  | 363  | 373  | 356  | 319  |

| 1901 | 1906 | 1911 | 1921 | 1926 | 1931 | 1936 | 1946 | 1954 |
| ---- | ---- | ---- | ---- | ---- | ---- | ---- | ---- | ---- |
| 282  | 271  | 241  | 202  | 202  | 167  | 164  | 170  | 148  |

| 1962 | 1968 | - | - | - | - | - | - | - |
| ---- | ---- | - | - | - | - | - | - | - |
| 115  | 105  | - | - | - | - | - | - | - |

## Culture locale et patrimoine

### Lieux et monuments
- Église Saint-Maurice

## Pour approfondir